# Campionati svizzeri di ski cross 2024
I Campionati svizzeri di ski cross 2024 si sono svolti a Veysonnaz il 17 marzo. Il programma ha incluso sia la gara femminile che la gara maschile. 
Trattandosi di competizioni valide anche ai fini del punteggio FIS, vi hanno partecipato anche sciatori di altre federazioni, senza che questo consentisse loro di concorrere al titolo nazionale svedese.

## Risultati

### Uomini
| Pos. | Atleta               | Nazione  |
| ---- | -------------------- | -------- |
| 1    | Marc Bischoferberger | Svizzera |
| 2    | Luca Lubasch         | Svizzera |
| 3    | Romain Detraz        | Svizzera |
| 4    | Gil Martin           | Svizzera |

### Donne
| Pos. | Atleta          | Nazione  |
| ---- | --------------- | -------- |
| 1    | Saskja Lack     | Svizzera |
| 2    | Margaux Dumont  | Svizzera |
| 3    | Chiara Von Moos | Svizzera |
| 4    | Lin Nakanishi   | Giappone |